# Quinim Pholsena
Quinim Pholsena (18 de novembro de 1915 - 1 de abril de 1963)  foi ministro das Relações Exteriores do Reino do Laos de 1962 a 1963, sob o primeiro-ministro Souvanna Phouma.

## Vida
Pholsena nasceu em 18 de novembro de 1915, em Pakse, Champasak; filho de um comerciante chinês e mãe laosiana. Quando adolescente, Pholsena morou na casa de Souvanna Phouma e foi aceito como filho adotivo de sua família. Com o apoio do príncipe Souvanna, Pholsena ocupou vários cargos administrativos de alto nível no governo, principalmente como oficial distrital de Pakse de 1949 a 1952 e depois como governador de Xam Neua.

### Carreira política
Após o golpe de Estado de 1960, formou-se um governo de coalizão entre neutros, comunistas e direitistas em 18 de novembro de 1960. Em 8 de dezembro, Phouma dispensou Kong Le de seu comando, mas no dia seguinte Kong Le depôs Souvanna Phouma (que voou para Phnom Penh com Príncipe Boun Oum e seus outros ministros) e Pholsena, então Ministro do Interior, foi nomeado primeiro-ministro, que não foi reconhecido. Alguns dias depois, Phoumi conquistou Vientiane e instalou Boun Oum como primeiro-ministro. Depois de mais de um ano de negociações, um governo de coalizão foi formado sob a liderança de Phouma.
Pholsena, que atuou como ministro do Interior no governo de três semanas, tornou-se ministro da Informação em agosto. Então, de 1962 a 1963, serviu como ministro das Relações Exteriores sob o governo de coalizão de Phouma.

## Assassinato
Em 3 de abril de 1963, Pholsena regressou para casa de uma festa na residência do rei em Vientiane. Pholsena e sua esposa chegaram à sua moradia recém-reformada. Depois que o casal saiu do carro, Quinim subiu as escadas e um dos soldados que estava encarregado de proteger o local, o anspeçada Chy Song, adiantou-se e disparou com a sua submetralhadora que matou o ministro e feriu gravemente a sua esposa, que foi ferida em ambas as pernas. Em sua confissão assinada, o assassino acusou Quinim de tentar derrubar o governo e subornar oficiais neutralistas para desertar para o Pathet Lao. Seu funeral foi realizado em 11 de abril de 1963.